# Le Domaine-du-Roy
A Regionalidade Municipal do Condado de Le Domaine-du-Roy está situada na região de Saguenay-Lac-Saint-Jean na província canadense de Quebec. Com uma área de mais de dezoito mil quilómetros quadrados, tem, segundo dados de 2006, uma população de cerca de trinta mil pessoas sendo comandada pela cidade de Roberval. Ela foi formalmente criada em 1 de janeiro de 1983, sendo composta por 10 municipalidades: 2 cidades, 5 municípios, 1 freguesia 1 aldeia e 1 território não organizado. 

## Municipalidades

### Cidade
- Roberval
- Saint-Félicien

### Municípios
- Chambord
- Lac-Bouchette
- Saint-François-de-Sales
- Saint-Prime
- Sainte-Hedwidge

### Freguesia
- La Doré

### Aldeia
- Saint-André-du-Lac-Saint-Jean

### Território não Organizado
- Lac-Ashuapmushuan

## Região Autônoma
A reserva indígena de Mashteuiatsh não é membro do MRC, mas seu território está encravados nele.